# Ulica Jagiellońska w Krościenku nad Dunajcem
Ulica Jagiellońska w Krościenku nad Dunajcem – jedna z głównych ulic Krościenka, będąca fragmentem drogi wojewódzkiej nr 969 () łączącej Nowy Targ z Nowym Sączem. Biegnie od ronda w centrum wsi w kierunku zachodnim do granicy sołectwa. Ulicą tą biegła kiedyś Droga Królewska (Via Regia).

## Przebieg i ważniejsze obiekty

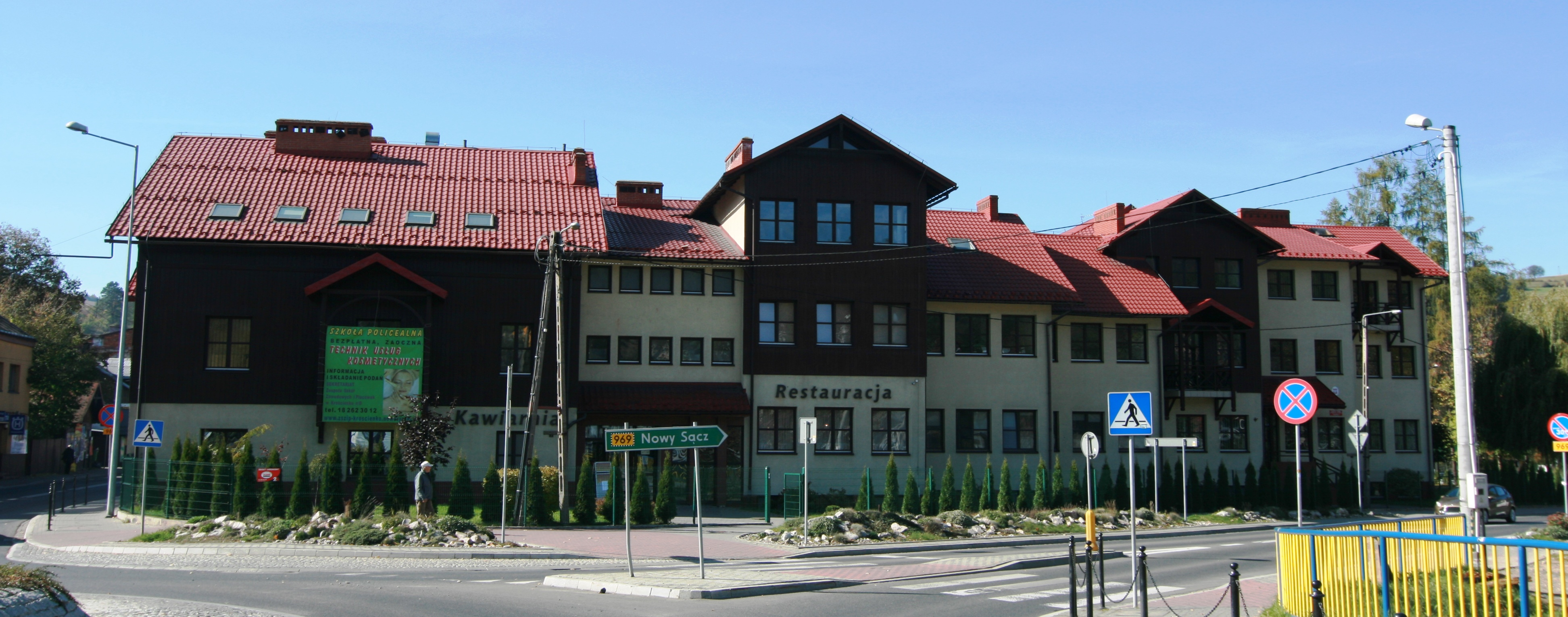
Narożny budynek przy ul. Jagiellońskiej 2 – widok od strony ul. Sobieskiego

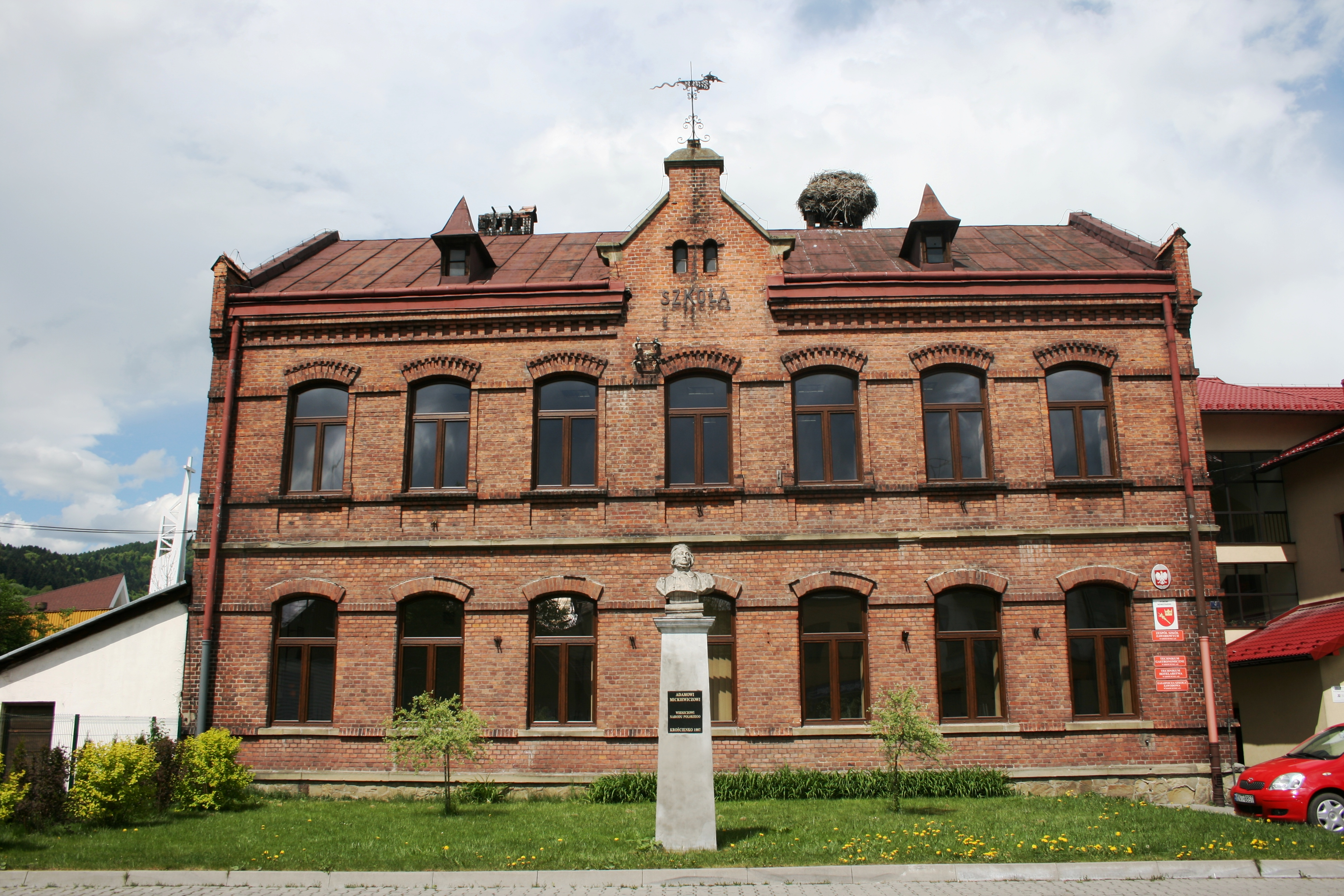
Budynek szkoły i popiersie Adama Mickiewicza

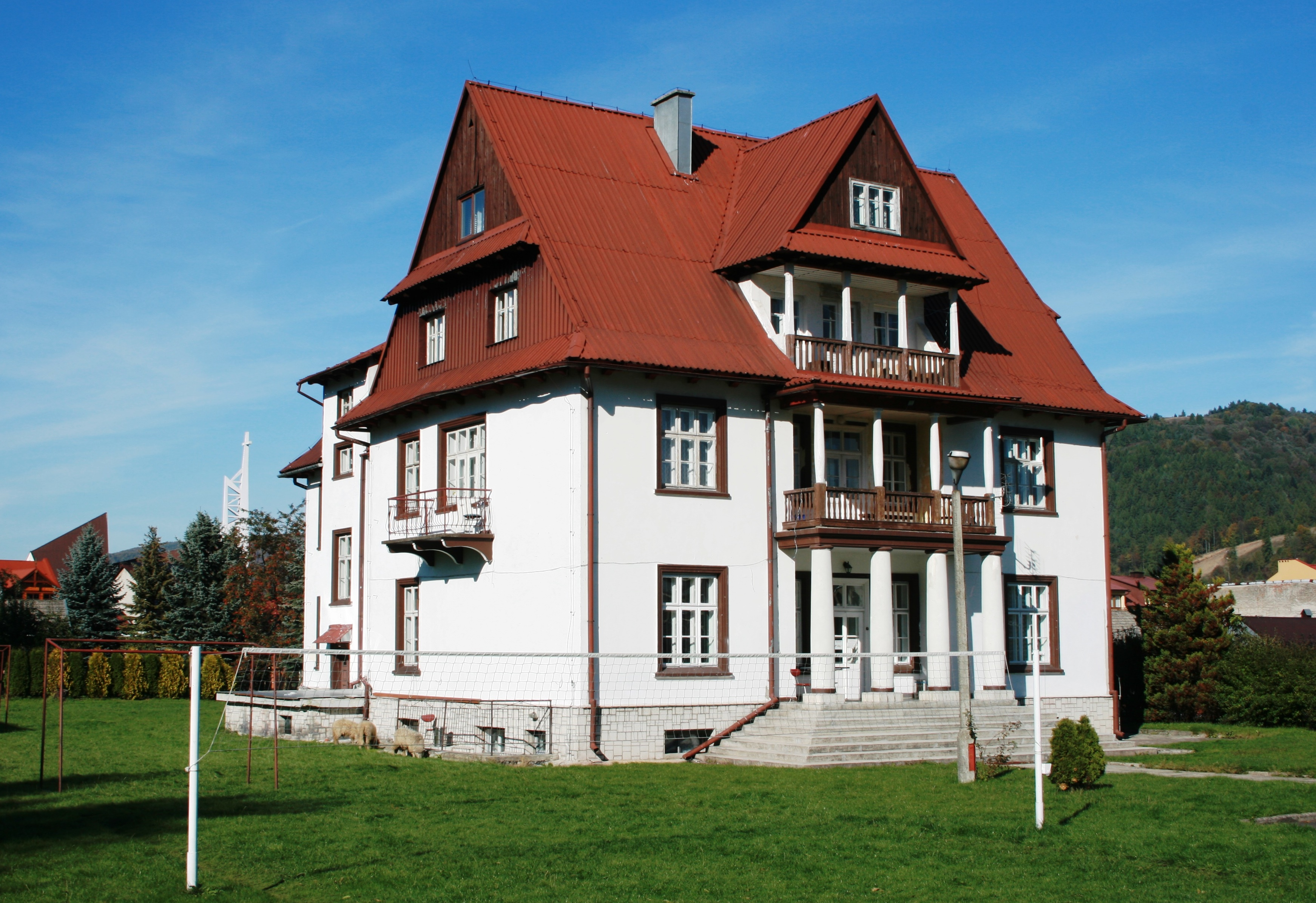
Willa „Hanka” przy ul. Jagiellońskiej 55 – widok od południowego zachodu

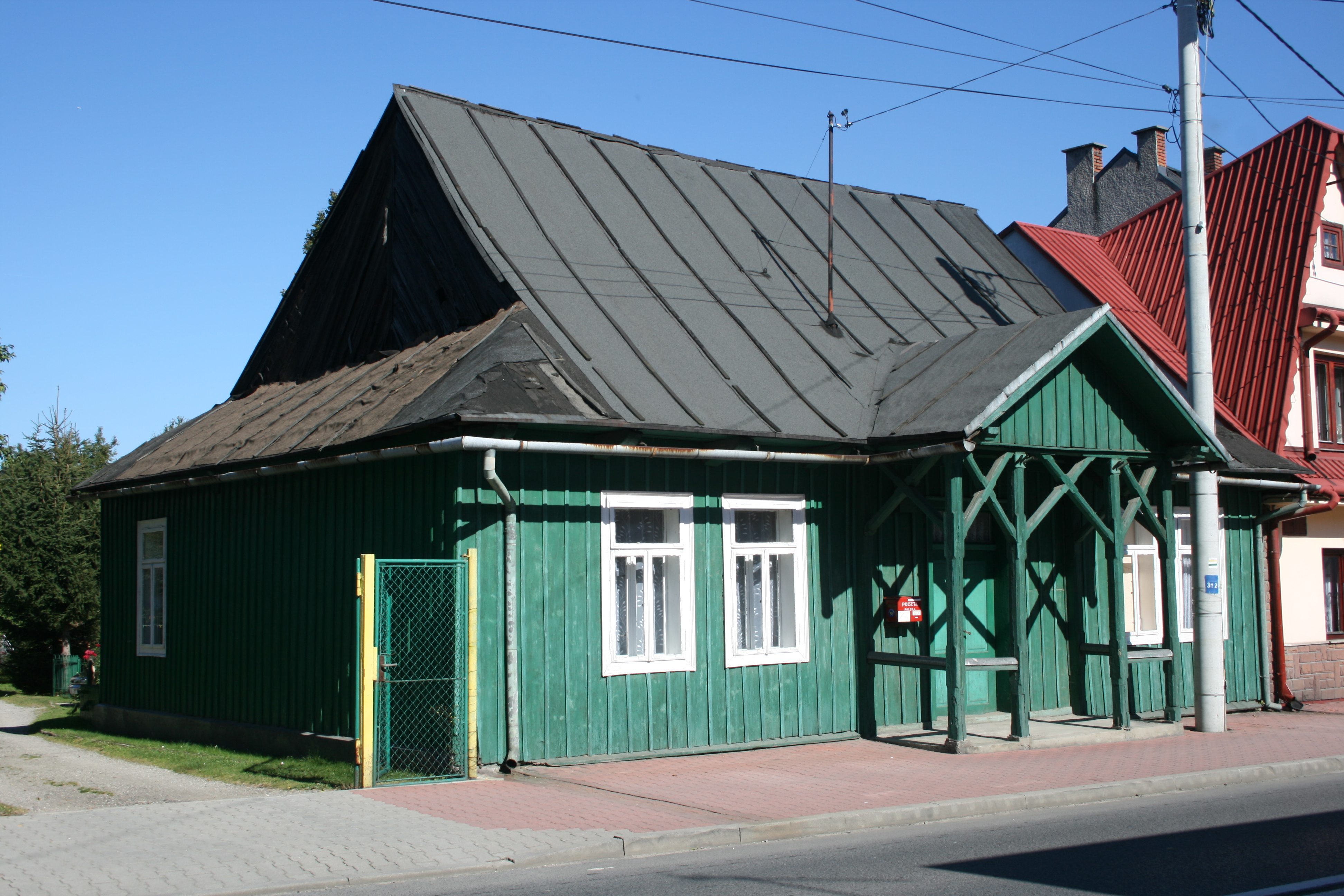
Stara siedziba poczty w Krościenku przy ul. Jagiellońskiej 68, obecnie zabytek

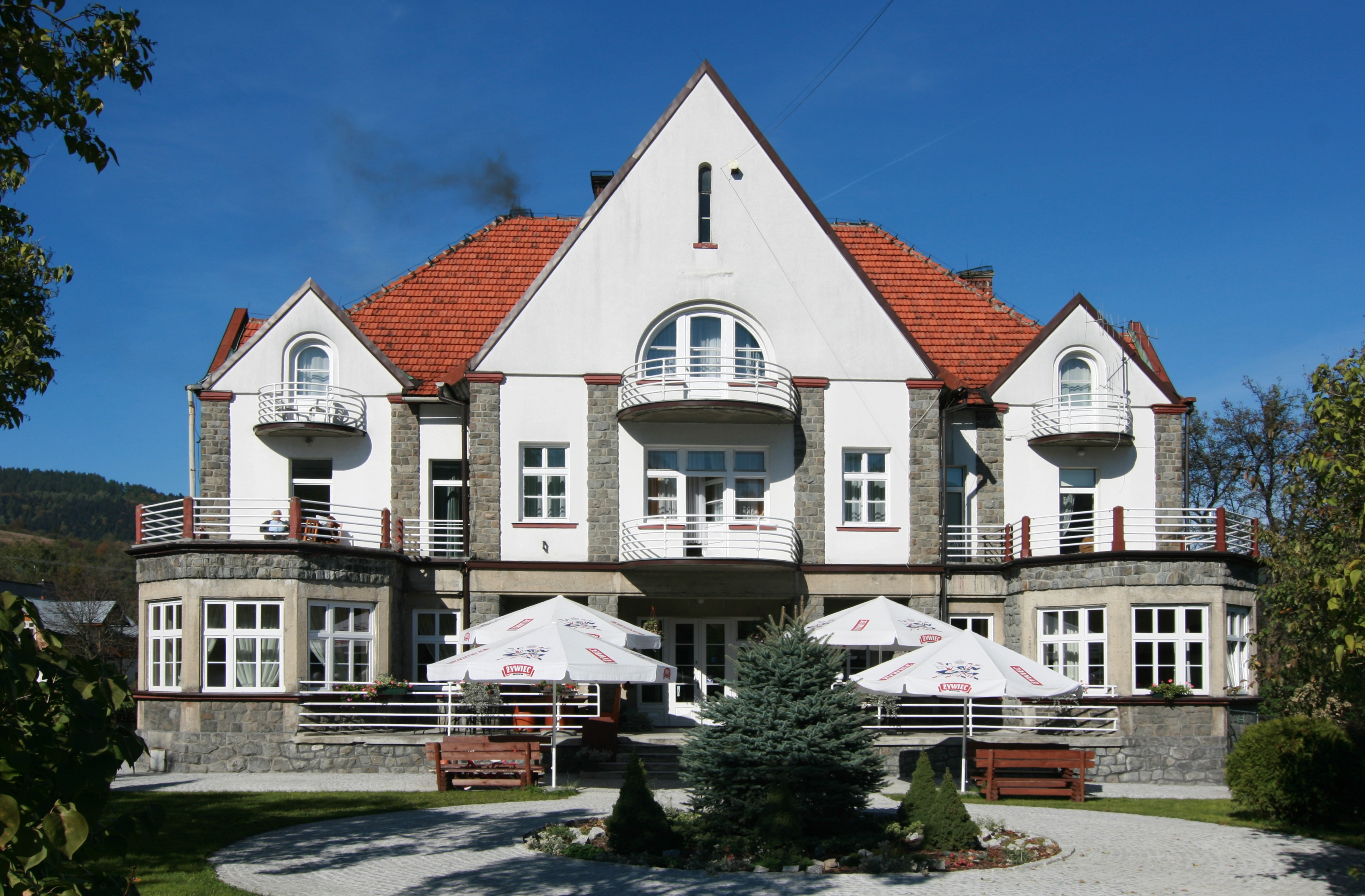
Willa Granit przy ul. Jagiellońskiej 70

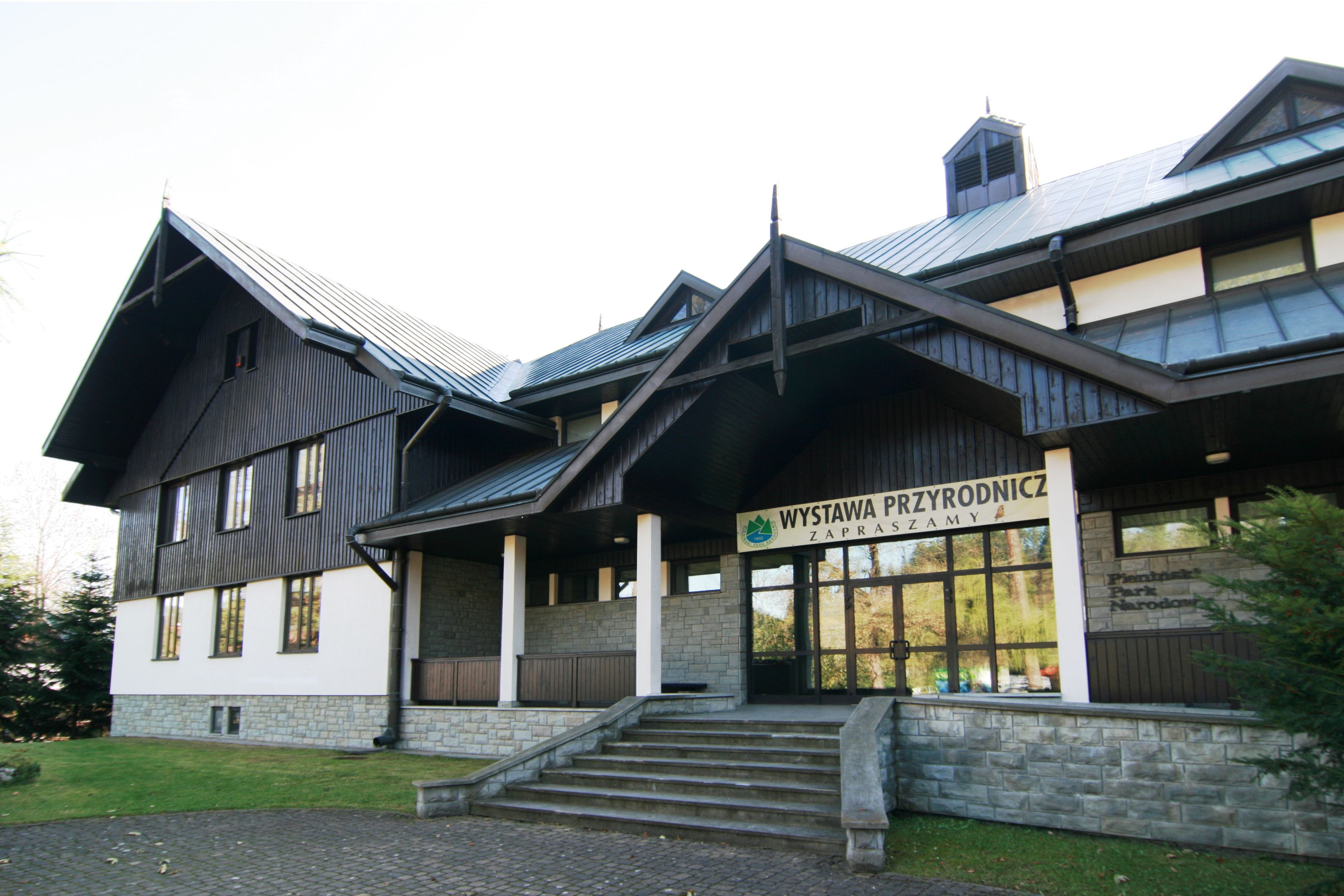
Siedziba dyrekcji Pienińskiego Parku Narodowego wraz z wystawą potocznie określaną jako Muzeum Pienińskiego Parku Narodowego przy ul. Jagiellońskiej 107B

- (2) Przy ulicy Jagiellońskiej pod numerem 2, w narożnym budynku, na początku ulicy przy zbiegu z ul. Jana III Sobieskiego w centrum wsi, znajdowała się kiedyś karczma starościńska, o której pierwsze wzmianki pojawiły się w 1771 roku[2]. Na przełomie XIX i XX wieku istniała to piekarnia, a na piętrze elitarny klub o nazwie „Kasyno”: organizowano tu czasem zebrania pienińskiego oddziału Towarzystwa Tatrzańskiego, patriotyczne inscenizacje teatralne, czasem wyprawiano tu wesela. W okresie międzywojennym działała tu restauracja „Trzy Korony” prowadzona przez Idę Riegelhaupt. Od 2006 roku w budynku tym organizowane są wystawy prac twórców pienińskich.
- (4) W sąsiednim budynku na początku XX wieku wybudowano szkołę staraniem Błażeja Druciaka (pierwszego kierownika szkoły). Budynek tej starej szkoły znajduje na miejscu jeszcze starszego, drewnianego budynku małej szkoły. Na dziedzińcu szkoły w 1907 roku odsłonięto popiersie Adama Mickiewicza z napisem: „Adamowi Mickiewiczowi, wieszczowi narodu polskiego, Krościenko 1907”. Po I wojnie światowej szkoła była już 7-klasowa.

Obecnie w tym budynku mieści się Zespół Szkół Zawodowych i Placówek w Krościenku n/D im. Władysława Szafera: Technikum Gastronomiczne, Technikum Hotelarstwa i Zasadnicza Szkoła Zawodowa.
- (14–16) Między domami o numerach adresowych 12 i 14 znajduje się przejście na teren pozostałości po starym cmentarzu parafialnym.
- (25) Kilkadziesiąt metrów dalej placyk (tzw. Mały Rynek) z pomnikiem Władysława Jagiełły na wysokim kamiennym postumencie. Pomnik ten odsłonięto w 1913 roku[4], w ramach obchodów jubileuszu 500-lecia bitwy pod Grunwaldem. Znajduje się tu restauracja „Przełom” (Jagiellońska 25) o kilkudziesięcioletniej tradycji. W okresie międzywojennym restauracja ta, należąca do miejscowego Kółka Rolniczego, stanowiła konkurencję dla restauracji „Trzy Korony”. Od placyku odchodzi deptak im. Franciszka Gumowskiego, wieloletniego lekarza Krościenka i Szczawnicy w 2. połowie XIX wieku (deptak ten dochodzi do przychodni przy ul. Esperanto).
- (28) Siedziba Pienińskiego Oddziału PTTK w Krościenku nad Dunajcem.
- (55) Stojąca w głębi ogrodu duża Willa „Hanka” była kiedyś największym pensjonatem w Krościenku. Została zbudowana w latach 20. XX wieku. Przez pewien czas służyła jako sanatorium przeciwgruźlicze.
- (68)  Pod tym numerem stoi zabytkowy dom będący w pierwszej połowie XX wieku siedzibą poczty. Obiekt wpisany do rejestru zabytków województwa małopolskiego pod numerem A-626 w dniu 17 lipca 1991 roku (obecny numer w rejestrze to A-877/M).
- (70) Przy ulicy Jagiellońskiej 70 znajduje się willa „Granit”, pensjonat o 45 pokojach i ciekawej historii. Został zbudowany w 1937 roku. Autorem pomysłu sugerującego podobieństwo do warownego zamku był architekt Stanisław Dziewolski (prawnuk Hieronima Michała, projektant między innymi hotelu „Modrzewie” i Inhalatorium w Szczawnicy). Willa została wzniesiona w głębi ogrodu, w pewnym oddaleniu od ulicy. Fragmenty jej elewacji zostały obłożone kamieniem, na wzór śródziemnomorski.

Właścicielami pensjonatu byli Michalina z Dziewolskich (wnuczka Hieronima) i Władysław Grotowski. Właściciele stawiali na najwyższy poziom usług, co zaowocowało szybkim uzyskaniem przez pensjonat statusu miejsca dla śmietanki towarzyskiej. Do „Granitu” w ciągu ostatnich paru lat przed wojną przyjeżdżali bogaci wczasowicze, wśród których było wielu wysokich urzędników państwowych, przemysłowcy, obcokrajowcy i dyplomaci. W 1938 roku wypoczywał tu konsul państewka Mandżukuo. Po II wojnie światowej wojnie w willi mieścił się pensjonat Akademii Górniczo-Hutniczej w Krakowie. Pod koniec XX wieku pensjonat został odzyskany przez spadkobierców przedwojennych właścicieli i w ich rękach pozostaje do dzisiaj.
- (72) Na wysokości tego numeru od ulicy Jagiellońskiej odchodzi ulica Trzech Koron, pod górę widoczna jest kaplica św. Rocha.
- (86) Dom Wycieczkowy „Sokolica”.
- (88) Stadion Spółdzielczego Klubu Sportowego „Sokolica”. Teren przy ulicy Jagiellońskiej w tym miejscu został przekazany na cele sportowe decyzją Gminnej Rady Narodowej z 27 kwietnia 1950 roku[6]. Klub powstał w 1953 roku[7]. Sekcja piłkarska w sezonie 2012/2013 prowadziła rozgrywki w klasie B Podhalańskiego Podokręgu Piłki Nożnej. W Klubie działają ponadto sekcje kajakarstwa górskiego, tenisa stołowego, szachów, narciarska, tenisowa i kręglarska. Szczególne sukcesy odnosiła sekcja kajakarska: krościeńscy sportowcy zdobyli kilkadziesiąt tytułów mistrzów Polski, dwa tytuły wicemistrzów świata. Krościeńczanka Maria Ćwiertniewicz zdobyła złoty medal w mistrzostwach świata w Skopje w 1975 roku.
- (98) Dom Wczasowy „Dunajec”.
- (100) Ninja Park ABlandia
- (107B) Budynek dyrekcji Pienińskiego Parku Narodowego (tzw. stara dyrekcja). Stojący tu budynek przed II wojną światową był letnią rezydencją lwowskiego przedstawiciela firmy Philips dr. Retziga[8].
- (115C) Restauracja „U Walusia”[9].
- Na wysokości numeru 116, formalnie pod adresem Potoczki 2 (tuż za sklepem sieci Lewiatan (Potoczki 1A)) istnieje prywatne muzeum wypreparowanych zwierząt Tadeusza Olesia. W muzeum istnieje zarówno salon, gdzie zwiedzający mogą odpocząć przy kominku, jak i izby z eksponatami zwierząt, których w niektórych przypadkach nie ma nawet w polskich ogrodach zoologicznych. Wśród eksponatów wystawione są m.in. pingwiny, mandryl, legwan, jenot, tygrys, lampart i wiele innych zwierząt. Tadeusz Oleś jest jednym z najwybitniejszych preparatorów zwierząt w Polsce[10][11].
- (124) Stacja paliw „Orlen”.
- (129) Rozlewnia Wody Mineralnej „Kinga Pienińska”
- (131) Pierogarnia i pensjonat „Zajazd Pasterniki”.

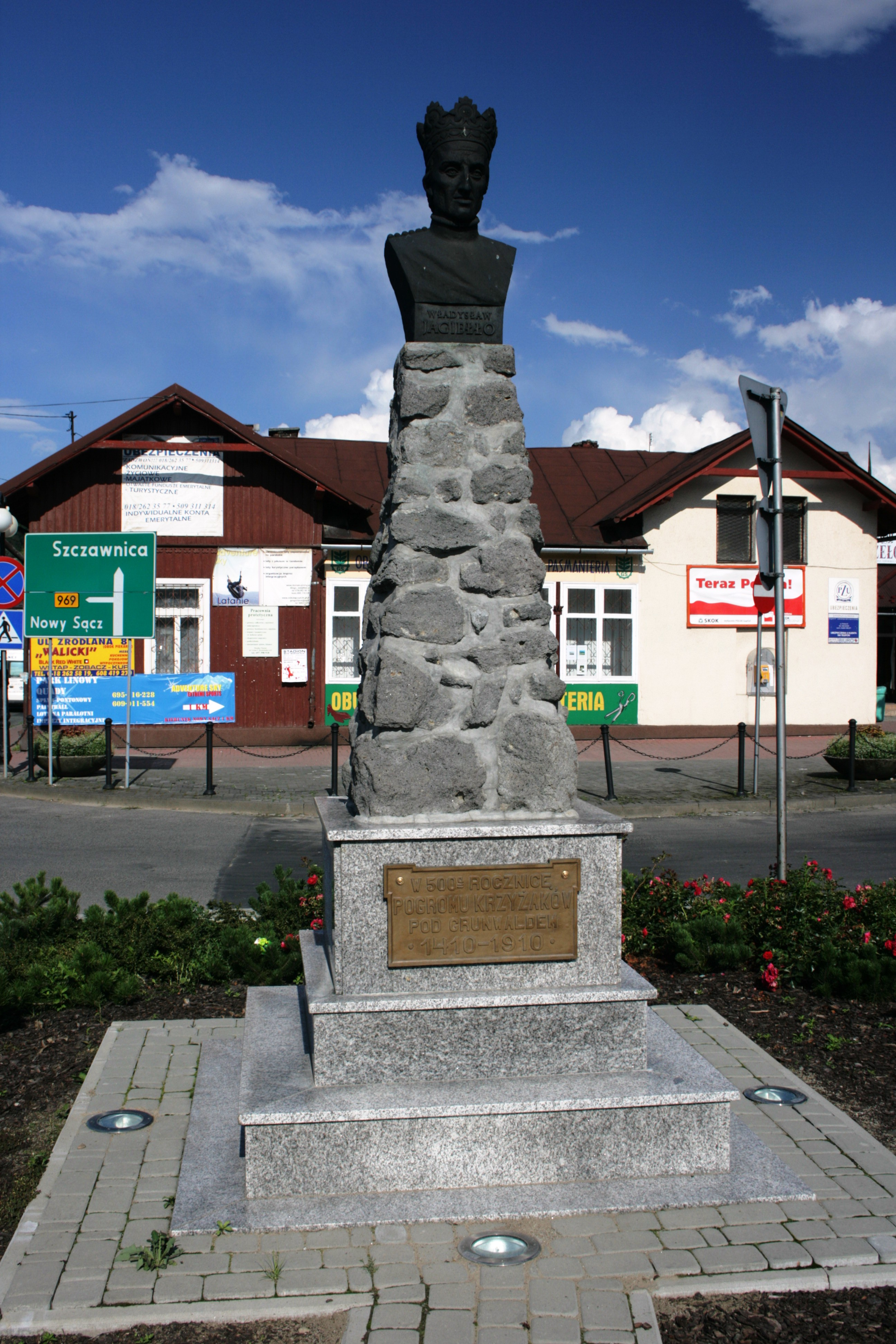
Pomnik Władysława Jagiełły przed restauracją „Przełom”, u zbiegu ulic Jagiellońskiej i Mickiewicza

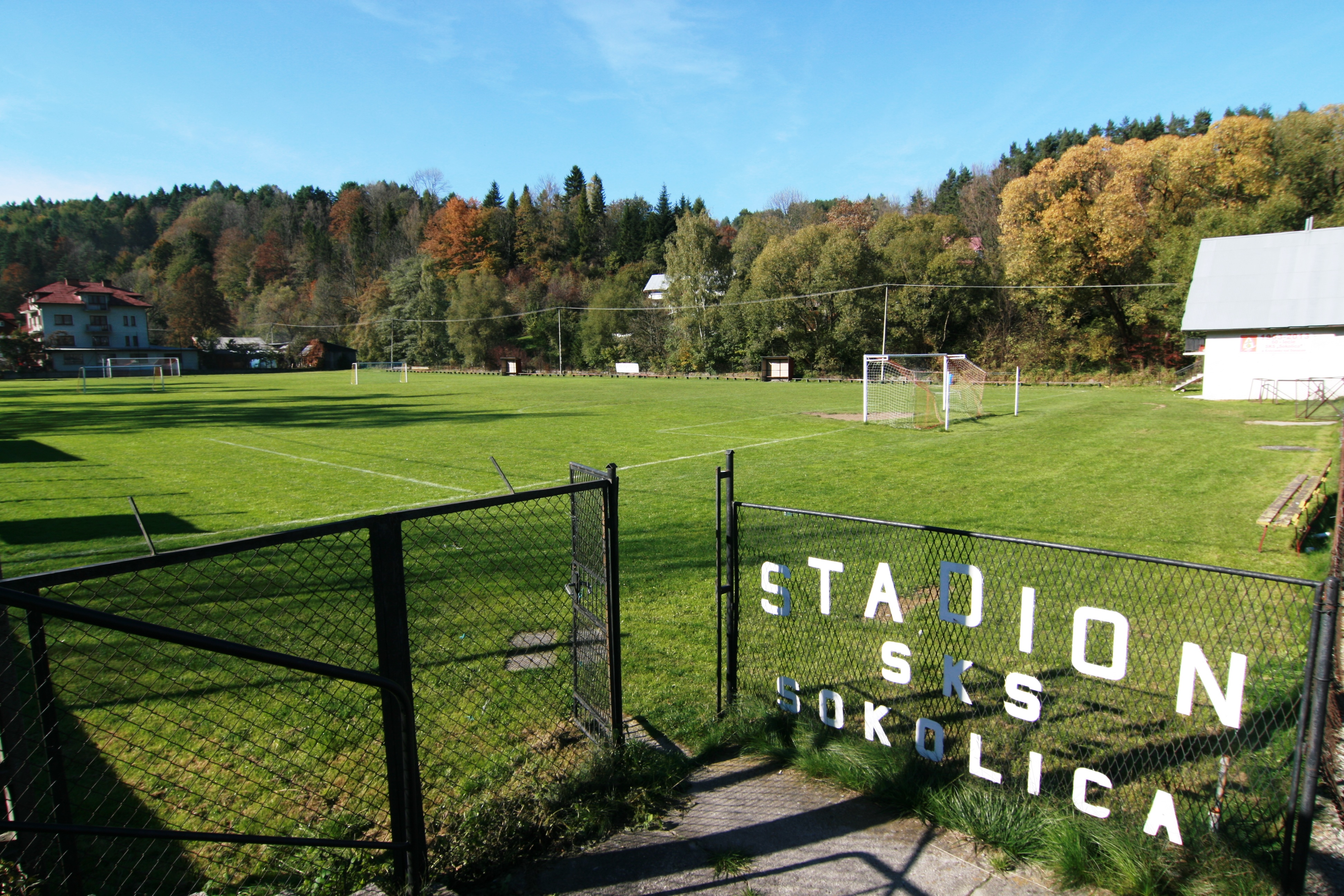
Stadion SKS „Sokolica” przy ul. Jagiellońskiej 88

- (153) Sklep Lidl.